# Ctenochira gelida
Ctenochira gelida är en stekelart som beskrevs av Dmitriy R. Kasparyan 1973. Ctenochira gelida ingår i släktet Ctenochira och familjen brokparasitsteklar. Arten är reproducerande i Sverige. Inga underarter finns listade i Catalogue of Life.